# Margarita Starkevičiūtė
Margarita Starkevičiūtė (n. 15 martie 1956 la Ieniseisk, Ținutul Krasnoiarsk) este o politiciană lituaniană, membră a Parlamentului European în perioada 2004-2009 din partea Lituaniei.
1. ↑  Deputații în Parlamentul European